# ريما دودين
ريما دودين هي سياسية وقانونية أمريكية من أصل فلسطيني، وأحد أعضاء الحزب الديمقراطي الأمريكي. عُينت نائبةً لمدير مكتب البيت الأبيض للشؤون القانونية التشريعية ضمن إدارة جو بايدن. تُعد أول امرأة أمريكية من أصل فلسطيني تشغل مرتبة في البيت الأبيض.

## حياتها
وُلِدت ريما دودين في ولاية كارولينا الشمالية. والداها هما باجيس وسامية دودين، فلسطينيان. هاجر والدا دودين إلى الولايات المتحدة في سبعينيات القرن العشرين من بلدة دورا في الخليل بالضفة الغربية. جدها هو مصطفى دودين، وزير الشؤون الاجتماعية في الأردن والذي شارك في مفاوضات السلام الإسرائيلية الفلسطينية في السبعينيات.
حصلت دودين على درجة البكالوريوس في الآداب من جامعة كاليفورنيا، بيركلي في العلوم السياسية والاقتصاد في عام 2002. في أثناء وجودها هناك، شاركت في العمل في مجال العدالة الاجتماعية والصحة العامة. في عام 2006، تدربت دودين في مكتب السيناتور ديك دوربين. في نفس العام، حصلت على درجة الدكتوراه في القانون من جامعة إلينوي في أوربانا-شامبين.
تطوعت دودين للعمل في حملة باراك أوباما الرئاسية عام 2008 وحملة هيلاري كلينتون الرئاسية لعام 2016.

## حياتها المهنية
عاد ت دودين للعمل مع السيناتور ديك دوربين بعد تخرجها في خريف عام 2006. قضت سنواتها الأولى مع دوربين كمساعدة للجنة القضائية الفرعية لحقوق الإنسان في مجلس الشيوخ الأمريكي. قضت دودين السنوات الأخيرة في مكتبه القيادي، كمستشارة، ثم مديرة، ثم نائبة رئيس الأركان، حيث كانت تدير مكتبه وعملياته. قد أشار في خطاب الوداع الذي ألقاه لها إلى مساهماتها في العديد من البنود التشريعية الرئيسية.
تطوعت دودين كمستشارة لحماية الناخبين خلال عدة انتخابات. كما تطوعت في الحملة الرئاسية للرئيس باراك أوباما عام 2008 مع التركيز على حقوق الناخبين وفي الحملة الرئاسية لهيلاري كلينتون عام 2016.
في عام 2017، شاركت في تأليف كتاب "داخل الكونجرس: دليل للتنقل في سياسات مجلسي النواب والشيوخ" الذي نشرته مؤسسة بروكينجز. شغلت السيدة دودين منصب عضو دائم في مجلس العلاقات الخارجية. هي أيضًا زميلة في مشروع ترومان للأمن القومي ومجلس القادة الجدد. في نوفمبر 2020، بدأ دودين العمل كمتطوع في عملية انتقال الرئاسة لجو بايدن، حيث أشرفت على المشاركة التشريعية بين عملية الانتقال وكابيتول هيل بشأن الترشيحات.
تم تعيينها نائبًا لمدير مكتب الشؤون التشريعية في البيت الأبيض، إلى جانب شووانزا جوف، لإدارة بايدن في نوفمبر 2020. إن دورها في إدارة بايدن يجعلها أعلى امرأة فلسطينية أمريكية رتبة تخدم في المكتب التنفيذي لرئيس الولايات المتحدة.

## أعمالها
إلى جانب تريفور كورنينج وكايل نيفينز، شاركت دودين في تأليف كتاب "داخل الكونغرس: دليل للتنقل في سياسات مجلسي النواب والشيوخ" الذي نشرته مؤسسة بروكينجز في عام 2017.